# Le Vigan (Gard)
Pour les articles homonymes, voir Le Vigan.
Le Vigan [lə vi.gɑ̃] est une commune du Sud de la France, une des deux sous-préfectures (avec Alès) du département du Gard dans la région Occitanie.
Exposée à un climat méditerranéen, elle est drainée par l'Arre, le ruisseau de Coularou et par divers autres petits cours d'eau. Incluse dans les Cévennes, la commune possède un patrimoine naturel remarquable composé de deux zones naturelles d'intérêt écologique, faunistique et floristique.
Le Vigan est une commune rurale qui compte 3 786 habitants en 2022. Elle est ville-centre de l'agglomération du Vigan et fait partie de l'aire d'attraction du Vigan. Ses habitants sont appelés les Viganais ou  Viganaises.
Le patrimoine architectural de la commune comprend quatre  immeubles protégés au titre des monuments historiques : le vieux pont, classé en 1938, l'hospice, inscrit  en 1993, le château d'Assas, inscrit et classé en 2002, et le château de Mareilles, inscrit en 2015.

## Géographie

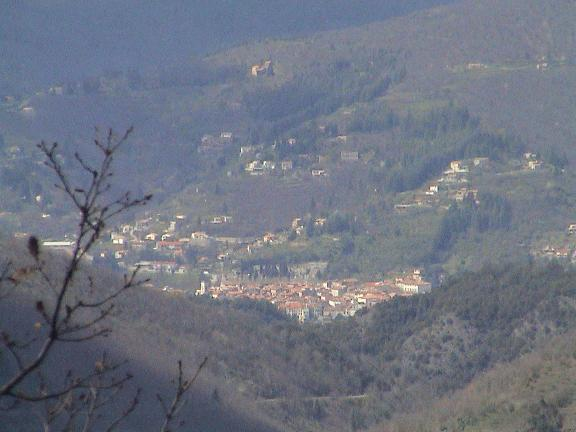
Vue générale de la commune.

### Localisation
Cette commune du parc national des Cévennes se situe au sud du Massif central et à proximité du mont Aigoual, dans la vallée de l'Arre. Montpellier est à 60 km, Nîmes, la préfecture du département, à 75 km et Alès à 67 km.
C'est donc une ville particulièrement enclavée au vu des autres grandes villes les plus proches.
Les communes limitrophes sont Aulas, Avèze, Mandagout, Pommiers, Roquedur, Saint-André-de-Majencoules et Saint-Bresson.
|       | Mandagout | Saint-André-de-Majencoules |
| Aulas | Vigan     | Roquedur                   |
| Avèze | Pommiers  | Saint-Bresson              |

### Milieux naturels et biodiversité

#### Espaces protégés
La protection réglementaire est le mode d’intervention le plus fort pour préserver des espaces naturels remarquables et leur biodiversité associée,.
Dans ce cadre, la commune fait partie de l'aire d'adhésion du Parc national des Cévennes. Ce  parc national, créé en 1967, est un territoire de moyenne montagne formé de cinq entités géographiques : le massif de l'Aigoual, le causse Méjean avec les gorges du Tarn et de la Jonte, le mont Lozère, les vallées cévenoles ainsi que le piémont cévenol.
La commune fait partie de la zone de transition des Cévennes, un territoire d'une superficie de 116 032 ha reconnu réserve de biosphère par l'UNESCO en 1985 pour la mosaïque de milieux naturels qui la composent et qui abritent une biodiversité exceptionnelle, avec 2 400 espèces animales, 2 300 espèces de plantes à fleurs et de fougères, auxquelles s’ajoutent d’innombrables mousses, lichens, champignons,.

#### Zones naturelles d'intérêt écologique, faunistique et floristique
L’inventaire des zones naturelles d'intérêt écologique, faunistique et floristique (ZNIEFF) a pour objectif de réaliser une couverture des zones les plus intéressantes sur le plan écologique, essentiellement dans la perspective d’améliorer la connaissance du patrimoine naturel national et de fournir aux différents décideurs un outil d’aide à la prise en compte de l’environnement dans l’aménagement du territoire.
Une ZNIEFF de type 1 est recensée sur la commune :
la « rivière de l'Hérault à Pont-d'Hérault, l'Arre aval et ruisseaux confluents » (136 ha), couvrant 6 communes du département et une ZNIEFF de type 2, : 
les « vallées amont de l'Hérault » (21 533 ha), couvrant 23 communes dont 22 dans le Gard et 1 dans l'Hérault.

Carte des ZNIEFF de type 1 et 2 au Vigan.
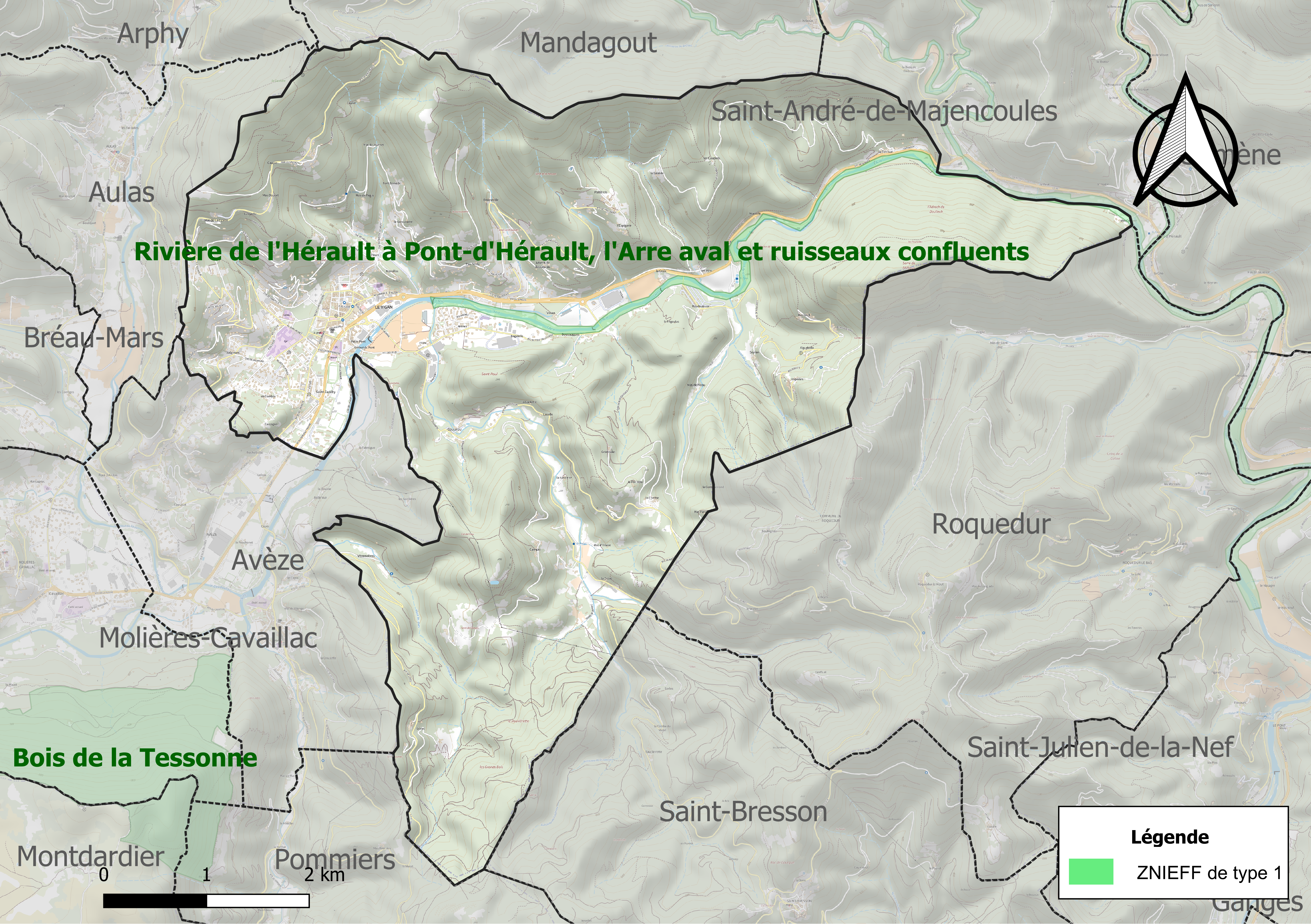
Carte de la ZNIEFF de type 1 sur la commune.
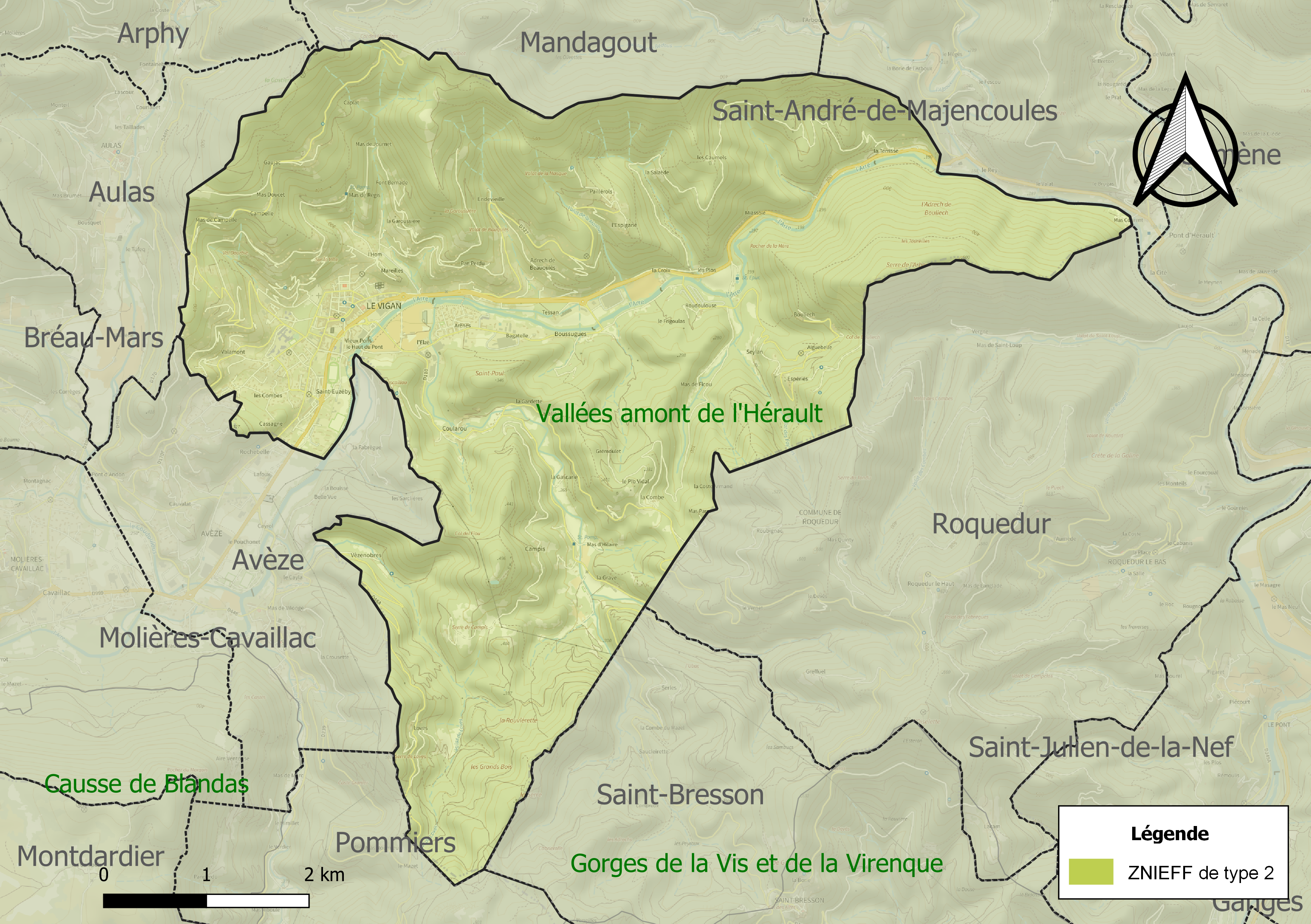
Carte de la ZNIEFF de type 2 sur la commune.

## Géologie et relief
Au nord du territoire communal se trouve le col des Mourèzes, emprunté lors de la 6e étape du Tour de France en 2020.

### Sismicité
La commune est située dans une zone à sismicité faible.

### Hydrographie et les eaux souterraines
Cours d'eau sur la commune ou à son aval :
- Arre (rivière) ;
- ruisseau du Coularou ;
- Valats de Beauquiès, de la Masque, des Faysses.

La source d'Isis alimente la ville en eau. Elle est abondante et constante.

### Climat
Pour des articles plus généraux, voir Climat de l'Occitanie et Climat du Gard.
En 2010, le climat de la commune est de type climat méditerranéen franc, selon une étude s'appuyant sur une série de données couvrant la période 1971-2000. En 2020, Météo-France publie une typologie des climats de la France métropolitaine dans laquelle la commune est dans une zone de transition entre le climat de montagne et le climat méditerranéen et est dans la région climatique Provence, Languedoc-Roussillon, caractérisée par une pluviométrie faible en été, un très bon ensoleillement (2 600 h/an), un été chaud (21,5 °C), un air très sec en été, sec en toutes saisons, des vents forts (fréquence de 40 à 50 % de vents > 5 m/s) et peu de brouillards.
Pour la période 1971-2000, la température annuelle moyenne est de 13,6 °C, avec une amplitude thermique annuelle de 16,8 °C. Le cumul annuel moyen de précipitations est de 1 292 mm, avec 8,2 jours de précipitations en janvier et 3,6 jours en juillet. Pour la période 1991-2020, la température moyenne annuelle observée sur la station météorologique installée sur la commune est de 13,7 °C et le cumul annuel moyen de précipitations est de 1 494,8 mm,. Pour l'avenir, les paramètres climatiques de la commune estimés pour 2050 selon différents scénarios d'émission de gaz à effet de serre sont consultables sur un site dédié publié par Météo-France en novembre 2022.
| Mois                                  | jan.             | fév.           | mars             | avril         | mai             | juin           | jui.          | août           | sep.            | oct.          | nov.          | déc.             | année      |
| ------------------------------------- | ---------------- | -------------- | ---------------- | ------------- | --------------- | -------------- | ------------- | -------------- | --------------- | ------------- | ------------- | ---------------- | ---------- |
| Température minimale moyenne (°C)     | 1,5              | 1,2            | 3,7              | 6,1           | 9,3             | 12,6           | 14,7          | 14,5           | 11,1            | 8,8           | 4,8           | 2,1              | 7,5        |
| Température moyenne (°C)              | 6,2              | 6,7            | 9,7              | 12,3          | 16              | 20             | 22,6          | 22,3           | 18,1            | 14,2          | 9,5           | 6,6              | 13,7       |
| Température maximale moyenne (°C)     | 10,9             | 12,1           | 15,8             | 18,4          | 22,7            | 27,4           | 30,5          | 30,2           | 25,1            | 19,6          | 14,3          | 11,2             | 19,9       |
| Record de froid (°C) date du record   | −13,7 16.01.1985 | −12,5 12.02.12 | −11,3 07.03.1971 | −4,3 08.04.21 | −0,9 04.05.1967 | 3,4 05.06.1975 | 4,8 31.07.15  | 4,7 26.08.1966 | 0,6 27.09.1972  | −3,6 25.10.03 | −9 24.11.15   | −10,5 25.12.1970 | −13,7 1985 |
| Record de chaleur (°C) date du record | 22,4 20.01.07    | 25,9 24.02.20  | 29 31.03.12      | 32,3 08.04.11 | 34 30.05.01     | 44 28.06.19    | 42 06.07.1982 | 42,9 23.08.23  | 36,9 09.09.1966 | 33 12.10.11   | 26 02.11.1970 | 21,1 05.12.1967  | 44 2019    |
| Précipitations (mm)                   | 139,3            | 89,7           | 100,7            | 120,1         | 105,8           | 71,5           | 40,4          | 53,4           | 170,3           | 226,6         | 222,1         | 154,9            | 1 494,8    |

### Voies de communication et transports
La commune du Vigan est traversée par la D 999, ancienne voie royale d'Aix à Montauban.
Le Vigan est reliée à Nîmes, Montpellier et Alès par trois lignes de cars : ligne D140 (Le Vigan-Nîmes), ligne 608 (Le Vigan-Montpellier) et ligne D142 (Le Vigan-Alès).

## Urbanisme

### Typologie
Au 1er janvier 2024, Le Vigan est catégorisée bourg rural, selon la nouvelle grille communale de densité à sept niveaux définie par l'Insee en 2022.
Elle appartient à l'unité urbaine du Vigan, une agglomération intra-départementale regroupant six  communes, dont elle est ville-centre,,. Par ailleurs la commune fait partie de l'aire d'attraction du Vigan, dont elle est la commune-centre,. Cette aire, qui regroupe 20 communes, est catégorisée dans les aires de moins de 50 000 habitants,.

### Occupation des sols
L'occupation des sols de la commune, telle qu'elle ressort de la base de données européenne d’occupation biophysique des sols Corine Land Cover (CLC), est marquée par l'importance des forêts et milieux semi-naturels (73,8 % en 2018), en diminution par rapport à 1990 (74,7 %). La répartition détaillée en 2018 est la suivante : 
forêts (71,6 %), zones agricoles hétérogènes (13,4 %), zones urbanisées (11,3 %), milieux à végétation arbustive et/ou herbacée (2,2 %), cultures permanentes (1,5 %). L'évolution de l’occupation des sols de la commune et de ses infrastructures peut être observée sur les différentes représentations cartographiques du territoire : la carte de Cassini (XVIIIe siècle), la carte d'état-major (1820-1866) et les cartes ou photos aériennes de l'IGN pour la période actuelle (1950 à aujourd'hui).

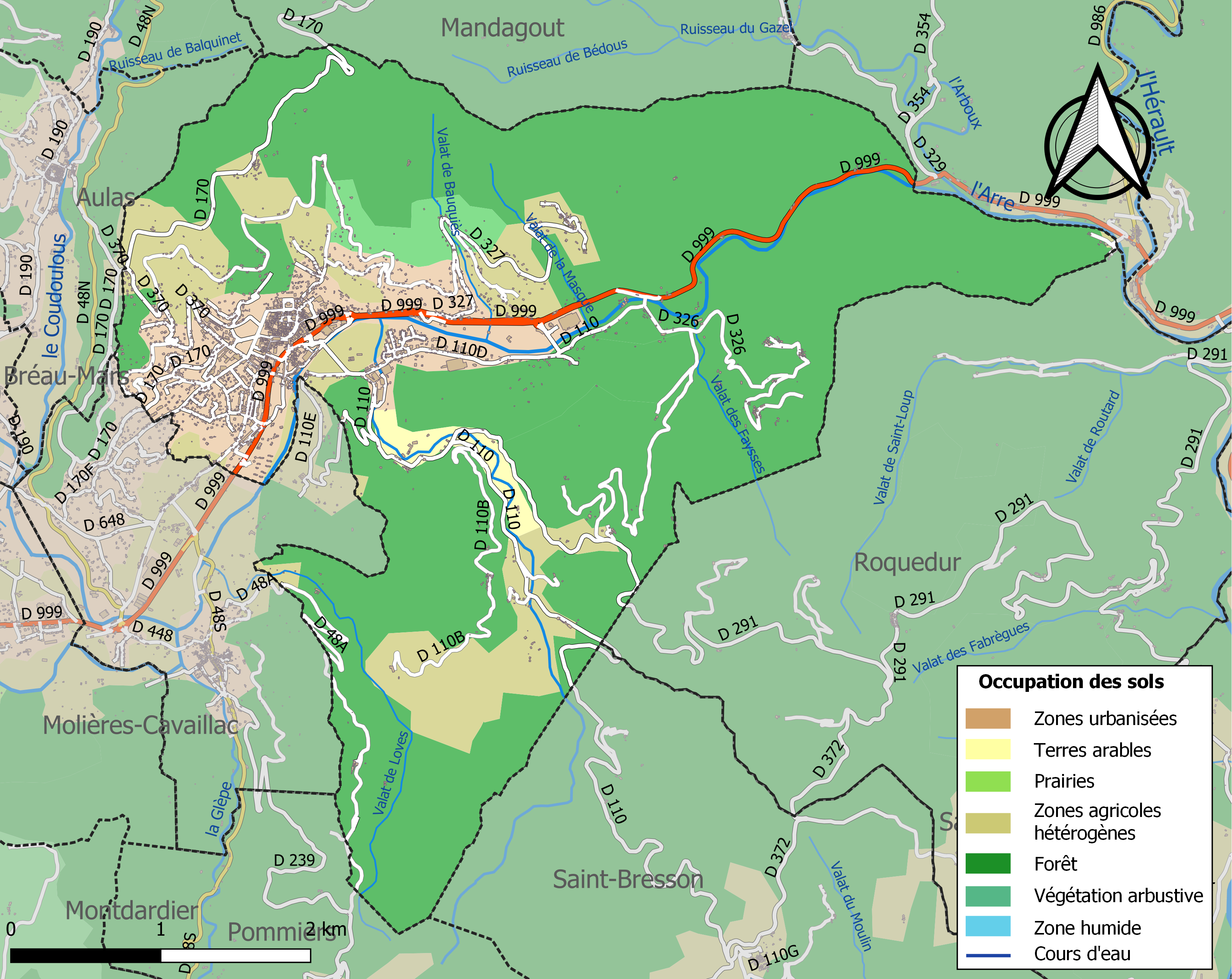
Carte des infrastructures et de l'occupation des sols de la commune en 2018 (CLC).

### Risques majeurs
Le territoire de la commune duVigan est vulnérable à différents aléas naturels : météorologiques (tempête, orage, neige, grand froid, canicule ou sécheresse), inondations, feux de forêts, mouvements de terrains et séisme (sismicité faible). Il est également exposé à un risque technologique,  le transport de matières dangereuses, et à un risque particulier : le risque de radon. Un site publié par le BRGM permet d'évaluer simplement et rapidement les risques d'un bien localisé soit par son adresse soit par le numéro de sa parcelle.

#### Risques naturels
Certaines parties du territoire communal sont susceptibles d’être affectées par le risque d’inondation par débordement de cours d'eau et par une crue torrentielle ou à montée rapide de cours d'eau, notamment l'Arre. La commune a été reconnue en état de catastrophe naturelle au titre des dommages causés par les inondations et coulées de boue survenues en 1982, 1983, 1994, 1996, 2002, 2003, 2011, 2014 et 2020,.

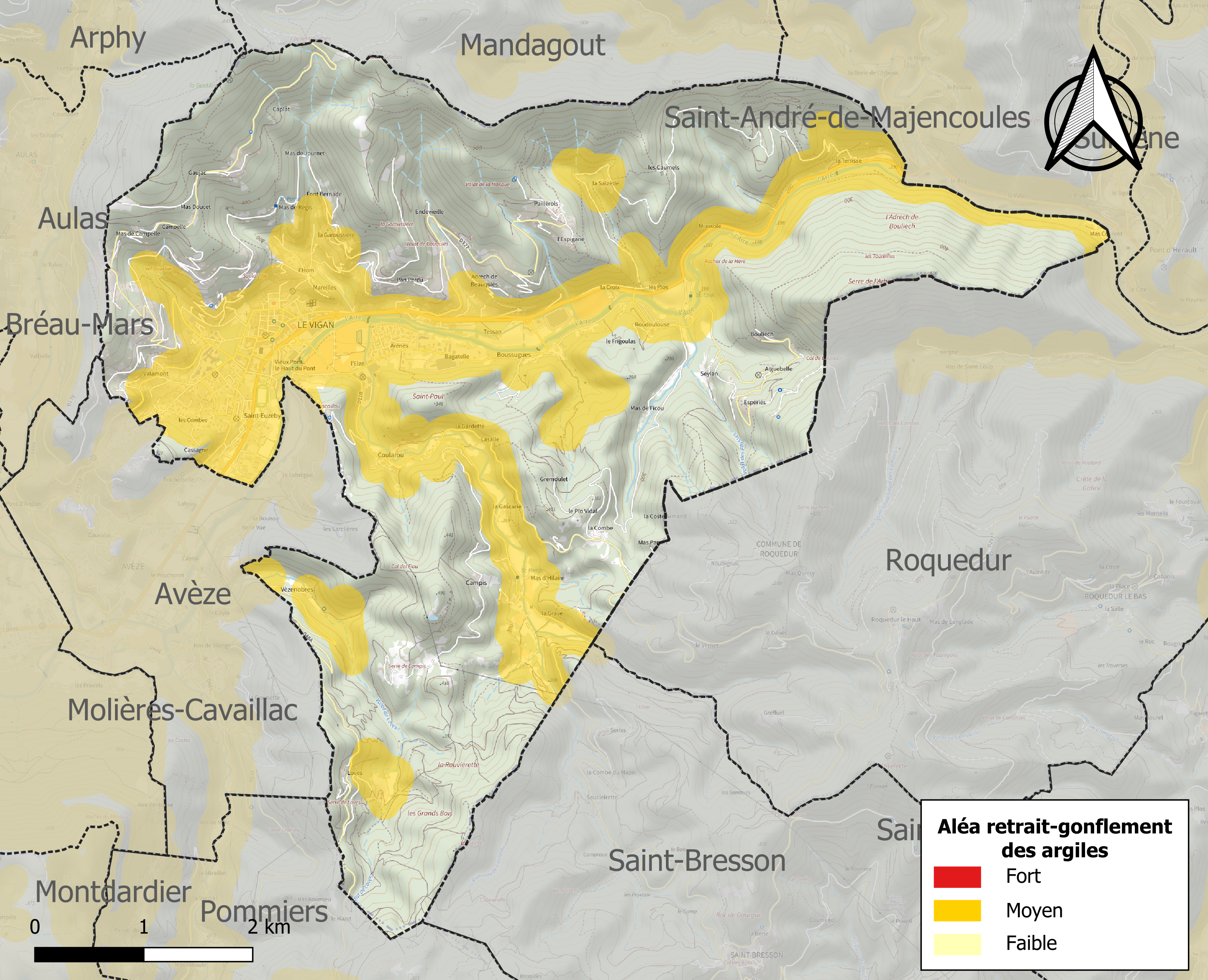
Carte des zones d'aléa retrait-gonflement des sols argileux duVigan.

La commune est vulnérable au risque de mouvements de terrains constitué principalement du retrait-gonflement des sols argileux. Cet aléa est susceptible d'engendrer des dommages importants aux bâtiments en cas d’alternance de périodes de sécheresse et de pluie. 33 % de la superficie communale est en aléa moyen ou fort (67,5 % au niveau départemental et 48,5 % au niveau national). Sur les 1 197 bâtiments dénombrés sur la commune en 2019, 805 sont en aléa moyen ou fort, soit 67 %, à comparer aux 90 % au niveau départemental et 54 % au niveau national. Une cartographie de l'exposition du territoire national au retrait gonflement des sols argileux est disponible sur le site du BRGM,.
Par ailleurs, afin de mieux appréhender le risque d’affaissement de terrain, l'inventaire national des cavités souterraines permet de localiser celles situées sur la commune.
Concernant les mouvements de terrains, la commune a été reconnue en état de catastrophe naturelle au titre des dommages causés par des mouvements de terrain en 1983.

#### Risques technologiques
Le risque de transport de matières dangereuses sur la commune est lié à sa traversée par des infrastructures routières ou ferroviaires importantes ou la présence d'une canalisation de transport d'hydrocarbures. Un accident se produisant sur de telles infrastructures est en effet susceptible d’avoir des effets graves au bâti ou aux personnes jusqu’à 350 m, selon la nature du matériau transporté. Des dispositions d’urbanisme peuvent être préconisées en conséquence.

#### Risque particulier
Dans plusieurs parties du territoire national, le radon, accumulé dans certains logements ou autres locaux, peut constituer une source significative d’exposition de la population aux rayonnements ionisants. Certaines communes du département sont concernées par le risque radon à un niveau plus ou moins élevé. Selon la classification de 2018, la commune du Vigan est classée en zone 3, à savoir zone à potentiel radon significatif.

## Toponymie
Le nom de la localité est attesté sous les formes Avicantus (inscription romaine); Civitas Arisitana en 542; vicus Arisitensis en 653 ? Locus de Vicano en 1050.
Selon Albert Dauzat et Charles Rostaing, il s'agit d'un terme prélatin senti tardivement comme un dérivé de vicus, le a initial ayant été pris pour une préposition ou un article : Avicantus > *a Vicantus > *a Vicant > le Vigan. Apparemment, l'élément -cantus est le même que dans Cachan (Val-de-Marne, Caticantus 829) et Larchant (Seine-et-Marne, Liricantus vers 1040), que l'on trouve également comme premier élément dans Cantobre (Aveyron) et Chantôme (Indre, Cantomagus). Il s'agit du gaulois *cantos (passé au latin sous la forme canthus chez Quintilien) « brillant, hauteur » ou « cercle (de la roue), cerclage ». Il se perpétue dans le français chant « côté » (cf. expression à chant) et le breton cant « cercle », gallois cant « bord d'un cercle ». Il est précédé d'un élément Avi- obscur.
Les formes du type Arisitana et vicus Arisitensis se réfèrent sans doute à Arre, Arisitum, lieu situé sur la rivière Arre, l'expression vicus Arisitensis se référant peut-être au Vigan à l'origine.
La commune se nomme Lo Vigan, pr. [lu βiˈɣon]  en langue d’oc.

## Histoire
Le Vigan pourrait avoir été le siège du diocèse d'Arisitum. Réuni au diocèse de Nîmes vers 798, il en devint un archiprêtré, qui porte constamment pendant tout le Moyen Âge le nom d'archipresbiteratus Arisdii. Cet archiprêtré sera détaché du diocèse de Nîmes en 1694, pour contribuer à la formation du diocèse d'Alais.
Vers 1050 il y fut fondé un prieuré, sous le titre de Saint-Pierre, qui fut donné aux moines de l'abbaye Saint-Victor de Marseille.
Au Moyen Âge, et jusqu'en 1790, le Vigan était le chef-lieu d'une viguerie, qui se composait de 29 communautés en 1384, de 33 en 1435 et de 37 en 1582. La ville du Vigan comptait, en 1384, 37 feux, et en 1789, 685 feux.
Le Vigan était, aux XVIIe et XVIIIe siècles, la résidence du subdélégué de l'Intendant et du gouvernement de Languedoc pour toutes les Cévennes. Le siège de la Subdélégation était à l'hôtel de La Condamine. De même, un gouverneur pour les villes de Meyrueis, Sumène et Le Vigan était établi dans l'hôtel de Ginestous. La cité était la capitale administrative des Cévennes de l'Ouest, importante à cause de ses grandes foires et de son rôle de ville d'étape pour les troupes en déplacement. Le bourg et sa région proche furent relativement épargnés par les combats et les incendies pendant la Guerre des Cévennes en 1702-1704, mais Jacques Daudé, juge et maire du Vigan et subdélégué du gouverneur de Languedoc Bâville, n'en fut pas moins assassiné près de sa maison le 5 juin 1704 par trois hommes alors que Cavalier, chef de guerre camisard, négociait sa reddition avec le maréchal Villars.
La grande richesse des négociants du Vigan venait du travail de la laine et de la sériciculture qui permettait de tricoter des bas de soie exportés dans toute l'Europe. La présence d'une noblesse acquise aux idées des Philosophes et de l'Encyclopédie fait de la petite cité une enclave acquise au mouvement culturel des Lumières entre le Larzac et la plaine languedocienne.
En 1790, cette petite ville devint le chef-lieu d'un des huit districts du département du Gard. Ce district comprenait les huit cantons suivants : Alzon, Aulas, Dourbie, Saint-André-de-Valborgne, Saint-Laurent-le-Minier, Sumène, Valleraugue et le Vigan. Le canton du Vigan se composait de trois communes : Avèze, Mandagout et Le Vigan.
En 1860, la commune absorbe celle voisine de Paroisse-du-Vigan, peuplée, au recensement de 1856, de 641 habitants et qui avait provisoirement porté, au cours de la Révolution française, les noms de Commune-des-Monts et de Monts.

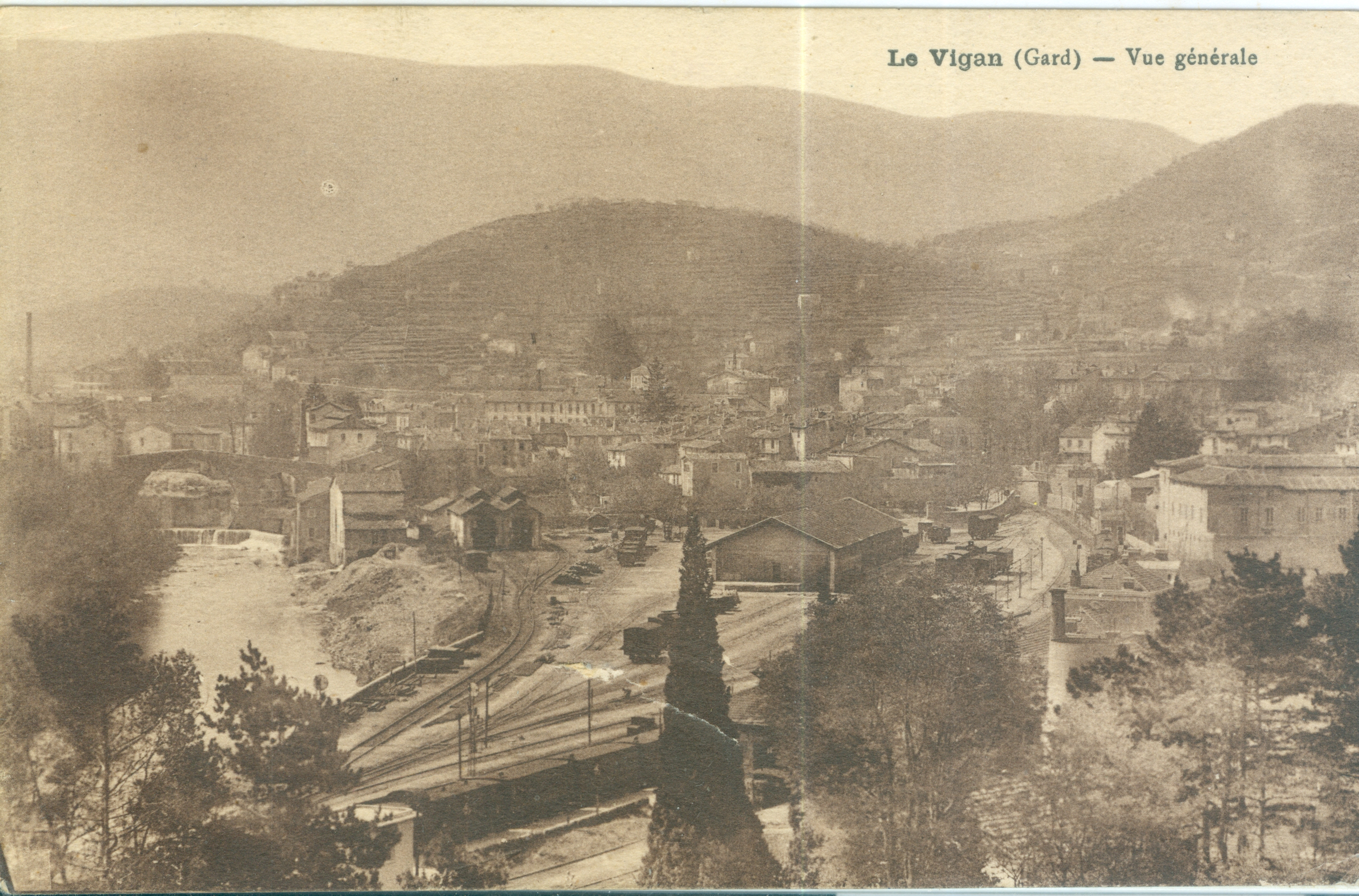
Vue du Vigan et des installations ferroviaires au début du XXe siècle.

À la fin du XIXe siècle, Le Vigan se trouva relié par le chemin de fer à Nîmes et à Tournemire. La gare du Vigan se trouvait aux limites des territoires de deux compagnies ferroviaires, la ligne de Nîmes étant exploitée par le PLM et la ligne de Tournemire par la Compagnie des Chemins de fer du Midi. Cette dernière ligne ne connut qu'un trafic médiocre et fut fermée en grande partie dans les années 1950 et totalement à la fin des années 1970. La partie vers Nîmes conserva un trafic voyageur jusqu'en 1968 et un trafic de fret jusqu'en 1987. Aujourd'hui seuls la gare et quelques ouvrages d'art de part et d'autre du Vigan subsistent de ce passé ferroviaire.
La commune est située sur l'itinéraire du Chemin de Saint-Guilhem-le-Désert, part du Chemin de Saint Jacques d’Arles à Compostelle.

## Politique et administration

### Administration
Le Vigan est chef-lieu de l’arrondissement du Vigan dans le Gard.

### Liste des maires
| Période   | Période   | Identité        | Étiquette | Qualité |
| --------- | --------- | --------------- | --------- | --- |
| août 1944 | 1949      | Jules Bessières |           | Conseiller général du canton du Vigan (1945-1949) |
| 1949      | 1952      | Ismaël Dupont   |           | |
| 1952      | 1969      | André Bastide   | DVD       | Conseiller général du canton du Vigan (1955-1973) |
| 1969      | 1977      | René Boissière  |           | Professeur au lycée du Vigan |
| mars 1977 | 1999      | Alain Journet   | PS        | Géomètre Député de la 5e circonscription du Gard (1981-1993) Conseiller général du canton du Vigan (1973-2004) Président du Conseil général du Gard (1994-2001) Sénateur du Gard (1998-2008) |
| 1999      | mars 2008 | Thierry Bourrié | PS        | Enseignant Président de la Communauté de communes du Pays viganais (jusqu'en 2008) |
| mars 2008 | mai 2020  | Éric Doulcier   | app. EELV | Libraire Conseiller général du canton du Vigan (2011-2015) |
| mai 2020  | En cours  | Sylvie Arnal    | app. DVG  | Commerçante Adjointe (2008-2014), Première adjointe (2014-2020), Première femme élue maire du Vigan                                                                                          |

### Politique de développement durable
La commune a engagé une politique de développement durable en lançant une démarche d'Agenda 21 en 2009.

### Jumelages
| Le Vigan Cisano sul Neva Bigastro |

La ville du Vigan est jumelée avec :
- Cisano sul Neva (Italie) ;
- Bigastro (Espagne).

## Population et société

### Démographie
L'évolution du nombre d'habitants est connue à travers les recensements de la population effectués dans la commune depuis 1793. Pour les communes de moins de 10 000 habitants, une enquête de recensement portant sur toute la population est réalisée tous les cinq ans, les populations de référence des années intermédiaires étant quant à elles estimées par interpolation ou extrapolation. Pour la commune, le premier recensement exhaustif entrant dans le cadre du nouveau dispositif a été réalisé en 2008.

En 2022, la commune comptait 3 786 habitants, en évolution de −1,76 % par rapport à 2016 (Gard : +2,97 %, France hors Mayotte : +2,11 %).
| 1793  | 1800  | 1806  | 1821  | 1831  | 1836  | 1841  | 1846  | 1851  |
| ----- | ----- | ----- | ----- | ----- | ----- | ----- | ----- | ----- |
| 3 852 | 3 834 | 3 983 | 4 303 | 4 909 | 5 049 | 4 938 | 5 128 | 4 993 |

| 1856  | 1861  | 1866  | 1872  | 1876  | 1881  | 1886  | 1891  | 1896  |
| ----- | ----- | ----- | ----- | ----- | ----- | ----- | ----- | ----- |
| 4 656 | 5 376 | 5 104 | 5 024 | 5 389 | 5 268 | 5 353 | 5 374 | 5 199 |

| 1901  | 1906  | 1911  | 1921  | 1926  | 1931  | 1936  | 1946  | 1954  |
| ----- | ----- | ----- | ----- | ----- | ----- | ----- | ----- | ----- |
| 5 126 | 4 595 | 4 744 | 4 221 | 4 274 | 4 278 | 3 704 | 3 676 | 3 867 |

| 1962  | 1968  | 1975  | 1982  | 1990  | 1999  | 2006  | 2008  | 2013  |
| ----- | ----- | ----- | ----- | ----- | ----- | ----- | ----- | ----- |
| 4 111 | 4 207 | 4 293 | 4 517 | 4 523 | 4 429 | 4 059 | 3 964 | 3 920 |

| 2018  | 2022  | - | - | - | - | - | - | - |
| ----- | ----- | - | - | - | - | - | - | - |
| 3 785 | 3 786 | - | - | - | - | - | - | - |

### Enseignement
- École maternelle et élémentaire Jean Carrière[36].
- École maternelle et élémentaire Saint-Pierre.
- Cité Scolaire André Chamson[37].

La cité scolaire accueille un campus connecté.
L'hôpital local abrite une école d'aide-soignante et d'infirmière.

### Festival et événements annuels
- Le Festival du Vigan. Créé en 1975, c'est le plus important en Cévennes (musique classique et contemporaine).
- La Foire de la Pomme et de l'Oignon.
- Le Printemps du Pélardon.
- Grand marché des potiers.
- Critérium des Cévennes.
- L'Art sur l'Arre.
- Les Eco-dialogues.
- La Main verte.
- Le stage international d'Aïkido.
- Là bas vu d'ici, festival du voyage.

### Santé
- Centre Hospitalier Le Vigan[38].
- Maison de santé pluriprofessionnelle du Jardin des Orantes.
- Maison de retraite Les Jardins des Orantes.
- Maison de retraite protestante L'Oustaou.

### Sports
La ville du Vigan compte de nombreuses infrastructures sportives :
- Stade de football
- Stade de rugby
- Courts de tennis
- Piscine intercommunale
- Halle aux sports
- Mur d'escalade
- Boulodrome extérieur et couvert
- Dojo
- Salle de fitness

La ville du Vigan compte également de nombreux clubs sportifs :
- Football Club Pays Viganais Aigoual
- Entente Rugby Club Ganges-Le Vigan
- Handball en Pays Viganais
- Nautic Club
- Courir au Vigan
- Judo Club Viganais
- Tennis Club Viganais
- La Boule des châtaigniers
- Club de boxe
- Club de vélo
- Club de gymnastique
- Club d'escrime
- Club d'athlétisme

### Cultes
Culte catholique : Ensemble paroissial du Vigan (église Saint-Pierre).
Culte protestant :
- Ensemble EPUdF des Cévennes Viganaises (temple de la rue du Palais, Salle Wesley) ;
- Église Réformée Évangélique (chapelle de la rue du Maquis).

Culte musulman : salle de prière (avenue de la Grave).

## Économie

### Revenus
En 2018  (données Insee publiées en septembre 2021), la commune compte 1 891 ménages fiscaux, regroupant 3 644 personnes. La médiane du revenu disponible par unité de consommation est de 16 630 € (20 020 € dans le département). 31 % des ménages fiscaux sont imposés (43,9 % dans le département).

### Emploi
|                | 2008   | 2013   | 2018   |
| -------------- | ------ | ------ | ------ |
| Commune        | 11,3 % | 14,1 % | 15,8 % |
| Département    | 10,6 % | 12 %   | 12 %   |
| France entière | 8,3 %  | 10 %   | 10 %   |

En 2018, la population âgée de 15 à 64 ans s'élève à 2 156 personnes, parmi lesquelles on compte 66,3 % d'actifs (50,5 % ayant un emploi et 15,8 % de chômeurs) et 33,7 % d'inactifs,. Depuis 2008, le taux de chômage communal (au sens du recensement) des 15-64 ans est supérieur à celui de la France et du département.
La commune est la commune-centre de l'aire d'attraction du Vigan,. Elle compte 2 022 emplois en 2018, contre 2 164 en 2013 et 2 204 en 2008. Le nombre d'actifs ayant un emploi résidant dans la commune est de 1 116, soit un indicateur de concentration d'emploi de 181,2 % et un taux d'activité parmi les 15 ans ou plus de 44,8 %.
Sur ces 1 116 actifs de 15 ans ou plus ayant un emploi, 726 travaillent dans la commune, soit 65 % des habitants. Pour se rendre au travail, 67,9 % des habitants utilisent un véhicule personnel ou de fonction à quatre roues, 3,9 % les transports en commun, 21,5 % s'y rendent en deux-roues, à vélo ou à pied et 6,6 % n'ont pas besoin de transport (travail au domicile).

### Activités hors agriculture

#### Secteurs d'activités
458 établissements sont implantés  au Vigan au 31 décembre 2019. Le tableau ci-dessous en détaille le nombre par secteur d'activité et compare les ratios avec ceux du département,.
| Secteur d'activité                                                                                        | Commune | Commune | Département |
| Secteur d'activité                                                                                        | Nombre  | %       | %           |
| --- | ------- | ------- | ----------- |
| Ensemble                                                                                                  | 458     | 100 %   | (100 %)     |
| Industrie manufacturière, industries extractives et autres                                                | 26      | 5,7 %   | (7,9 %)     |
| Construction                                                                                              | 45      | 9,8 %   | (15,5 %)    |
| Commerce de gros et de détail, transports, hébergement et restauration                                    | 146     | 31,9 %  | (30 %)      |
| Information et communication                                                                              | 14      | 3,1 %   | (2,2 %)     |
| Activités financières et d'assurance                                                                      | 13      | 2,8 %   | (3 %)       |
| Activités immobilières                                                                                    | 8       | 1,7 %   | (4,1 %)     |
| Activités spécialisées, scientifiques et techniques et activités de services administratifs et de soutien | 57      | 12,4 %  | (14,9 %)    |
| Administration publique, enseignement, santé humaine et action sociale                                    | 107     | 23,4 %  | (13,5 %)    |
| Autres activités de services                                                                              | 42      | 9,2 %   | (8,8 %)     |

Le secteur du commerce de gros et de détail, des transports, de l'hébergement et de la restauration est prépondérant sur la commune puisqu'il représente 31,9 % du nombre total d'établissements de la commune (146 sur les 458 entreprises implantées  au Le Vigan), contre 30 % au niveau départemental.

#### Entreprises et commerces
Comme beaucoup de villes des Cévennes, elle doit une grande part de sa prospérité à l'industrie bonnetière (filature de soie et tricotage de bas).

Les locaux de l'usine Textiles WELL S.A. (ex-Cogetex) y sont toujours établis.

Le marché hebdomadaire du samedi matin est très actif ainsi que le marché estival du mardi matin.
Principaux pourvoyeurs d'emplois dans la commune :
- WELL, l'un des chefs de file dans le domaine des collants et de la lingerie ;
- Hôpital local ;
- Union Forestière Viganaise et scierie ;
- Un tourisme vert autour du paysage naturel ou aménagé du Pays Viganais ;
- Une agriculture familiale en polyculture-élevage (maraîchage, élevage (viandes, fromages), cultures fruitières) ;
- La Maison de la Formation ;
- L'Association Educative du Mas Cavaillac (AEMC).

Le Pays Viganais est également situé en zone PAT majorée (aides publiques à l’investissement) en ZRR (avantages fiscaux et sociaux) et en zone Objectif 2 (aides européennes) afin de faciliter l'installation de nouvelles entreprises.
Inventaire du patrimoine industriel :
- Filature et moulinerie de soie Ricard[40],
- Filature de soie dite Filature Journet[41],
- Filature de soie dite Filature Félix-Brouilhet 2, puis Laporte[42],
- Filature de soie Daudé-d'Alzon[43],
- Filature de bourres de soie Tessan, puis Laporte[44],
- Filature de soie Bouniol père[45],
- Filature de soie Bouniol fils[46],
- Filature de soie Fulcrand[47],
- Filature (Peignerie de Déchets de Soie) dite Peignerie de Saint-Euzéby[48],
- Filature et moulinerie de soie Laporte[49],
- Filature de soie Lapeirouse[50],
- Usine de bonneterie de coton, filature de bourres de soie Guillaume Annat[51],
- Usine de bonneterie Bresson[52],
- Moulin à farine, abattoir, usine de bonneterie Benjamin Annat, puis Brun d'Arre, puis Coste[53],
- Moulinerie (Moulinerie de Soie) dite Filature Félix-Brouilhet 1[54],
- Mine de mispickel et usine de préparation de produit minéral (concentration de minerai) du Fraissinet[55].

### Agriculture

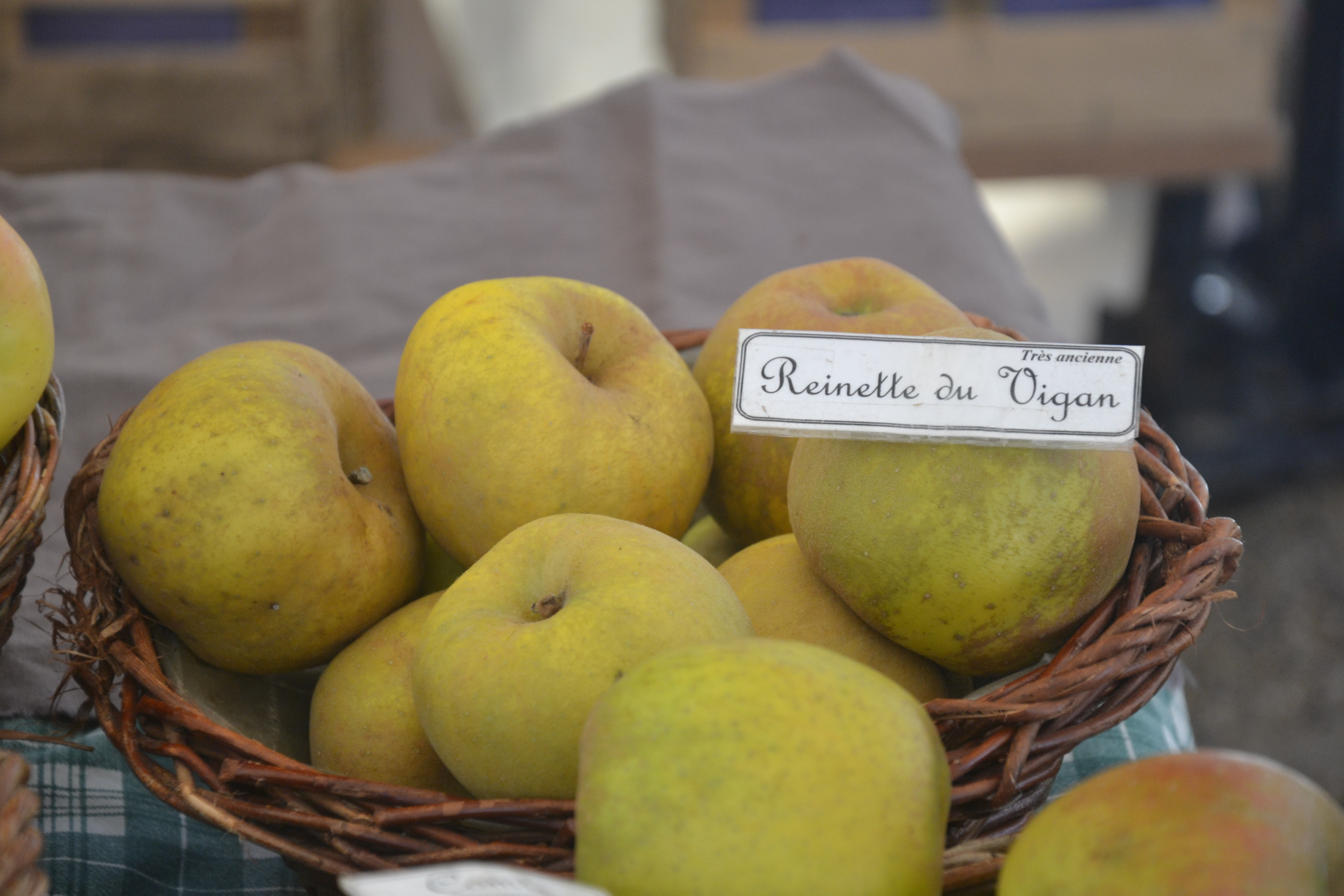
Pommes de la variété « Reinette du Vigan ».

La commune est dans les Cévennes, une petite région agricole occupant l'ouest du département du Gard. En 2020, l'orientation technico-économique de l'agriculture  sur la commune est la polyculture et/ou le polyélevage.
|               | 1988 | 2000 | 2010 | 2020 |
| ------------- | ---- | ---- | ---- | ---- |
| Exploitations | 45   | 13   | 15   | 11   |
| SAU (ha)      | 215  | 219  | 41   | 209  |

Le nombre d'exploitations agricoles en activité et ayant leur siège dans la commune est passé de 45 lors du recensement agricole de 1988  à 13 en 2000 puis à 15 en 2010 et enfin à 11 en 2020, soit une baisse de 76 % en 32 ans. Le même mouvement est observé à l'échelle du département qui a perdu pendant cette période 61 % de ses exploitations,. La surface agricole utilisée sur la commune a également diminué, passant de 215 ha en 1988 à 209 ha en 2020. Parallèlement la surface agricole utilisée moyenne par exploitation a augmenté, passant de 5 à 19 ha.
La commune a donné son nom à la variété de pommes des reinettes du Vigan, variété ancienne cultivée dans les vallées des Cévennes voisines.

### Données socio-économiques
| Dénominations                                     | Le Vigan          | France              |
| ------------------------------------------------- | ----------------- | ------------------- |
| Taux de chômage                                   | 19,4 %            | 9 %                 |
| Revenu moyen/ménage                               | 13 952 euros/an   | 20 363 euros/an     |
| Prix immobilier (vente)                           | Données inconnues | 3 197 euros/m2      |
| Prix immobilier (location)                        | Données inconnues | 12,22 euros/m2/mois |
| Agriculteurs                                      | 0,9 %             | 2,4 %               |
| Artisans, commerçants et chefs d'entreprise       | 7,7 %             | 6,4 %               |
| Cadres et professions intellectuelles supérieures | 6,1 %             | 12,1 %              |
| Professions intermédiaires                        | 21,1 %            | 22,1 %              |
| Employés                                          | 29,5 %            | 29,9 %              |
| Ouvriers                                          | 34,7 %            | 27,1 %              |
| Retraités                                         | 24,2 %            | 18,2 %              |

## Culture locale et patrimoine

### Monuments et lieux historiques

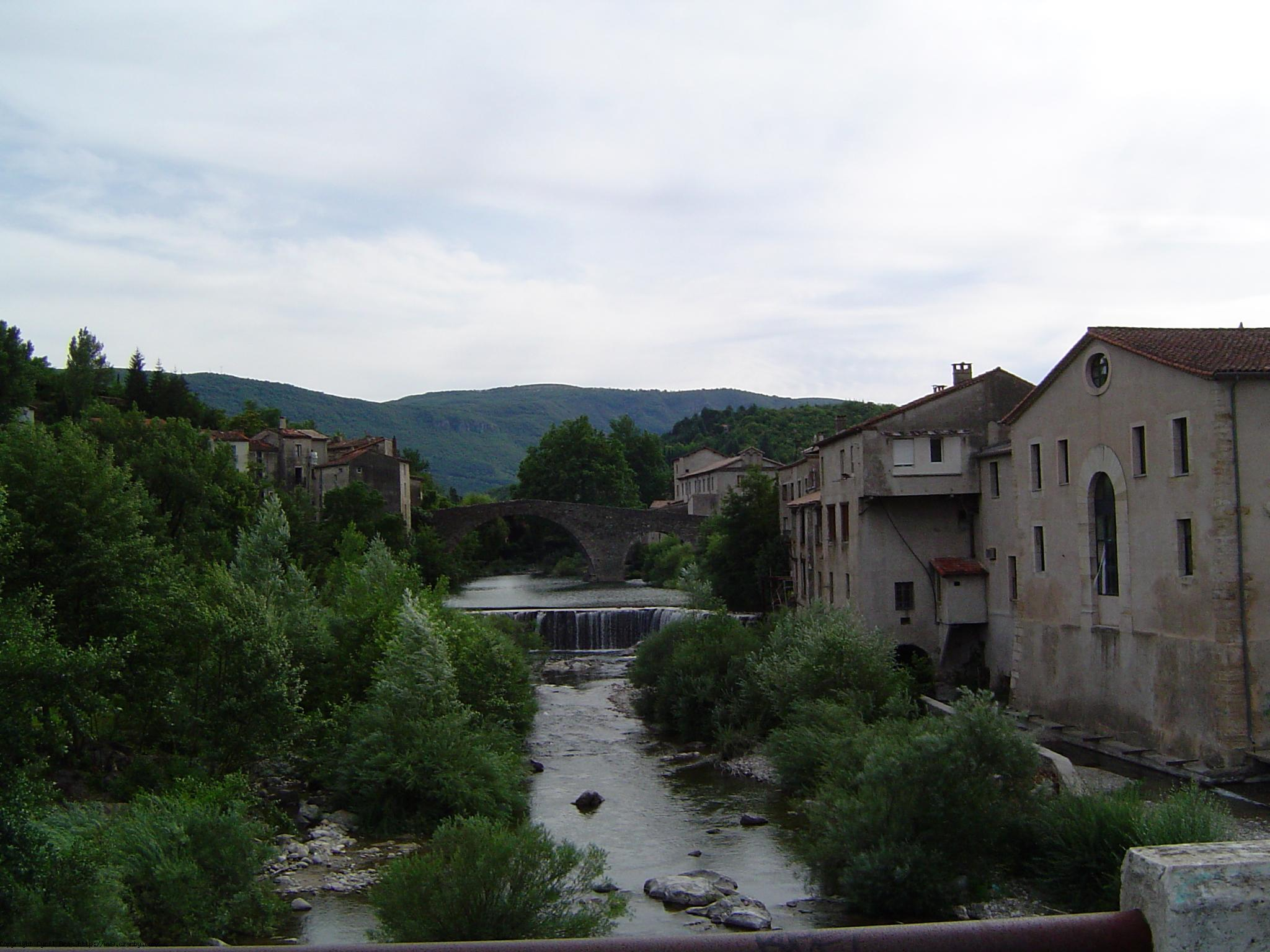
Le Vieux Pont sur l'Arre.

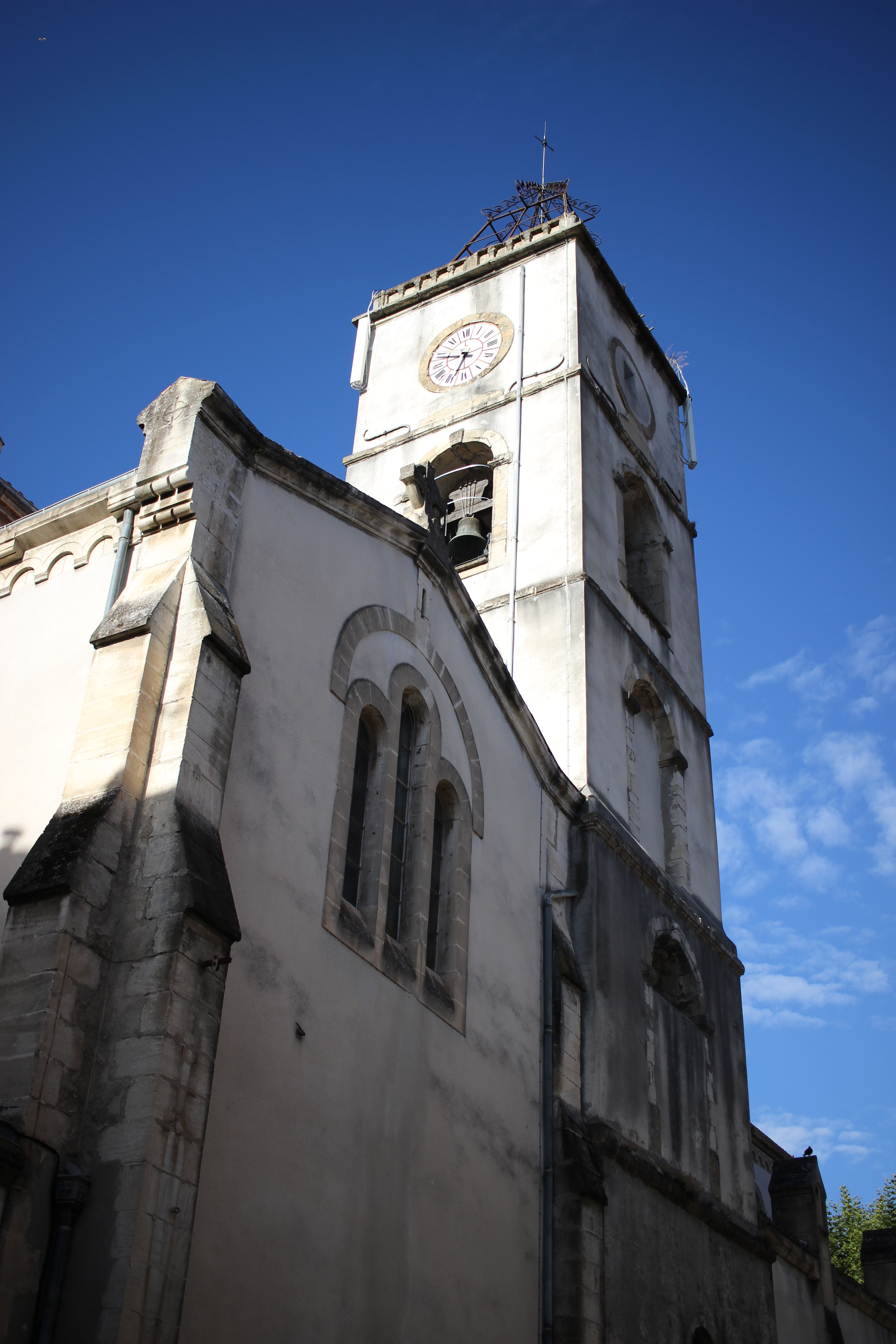
Église Saint-Pierre du Vigan.

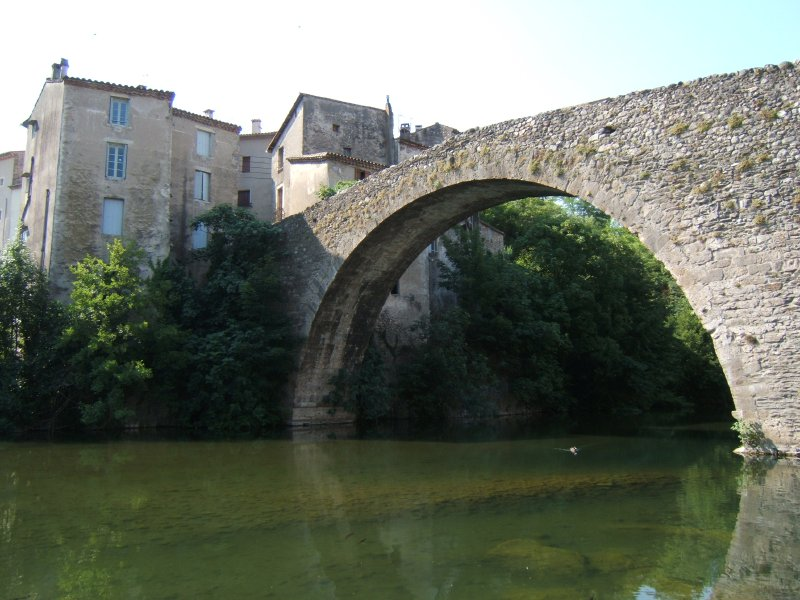
Le Vieux Pont.

- Le Musée Cévenol. Musée d'Arts et Traditions Populaires qui retrace la vie des habitants du Pays Viganais au travers des siècles. Établissement bénéficiant du Label Musée de France.

#### Époque médiévale
- Le Vieux Pont (XIIe-XIIIe siècle). Symbole de la ville, il enjambe l'Arre. Classé Monument historique[60].
- L'Ancien prieuré bénédictin. Fondé en 1053. Il est remplacé en 1700 par les Halles qui abritent aujourd'hui l'Office de Tourisme des Cévennes Méridionales et la Chambre de Commerce et d'Industrie.
- La Promenade des Châtaigniers (XIVe siècle). Lieu de tenue des foires au Moyen Âge. Classé Monument historique.

#### Des guerres de Religion au Siècle des Lumières
- L'église Saint-Pierre du Vigan (1686-1704) sur les plans d'Augustin-Charles d'Aviler ; remaniée au tout début du XXe siècle ; clocher surmonté d'un campanile du milieu du XVIIIe siècle[61].
- Le couvent des Capucins (XVIIe-XVIIIe siècle). Le bâtiment est transformé en tribunal au XIXe siècle. Il a hébergé la bibliothèque municipale et accueille aujourd'hui une salle de spectacle et des locaux associatifs ainsi que l'espace Lucie-Aubrac. La cour intérieure est en accès libre.
- La chapelle des Capucins (XVIIIe siècle). Actuel temple de l'Église protestante unie de France[62].
- L'hôtel de La Condamine (XVIIe-XIXe siècle). Siège du Subdélégué de l'Intendant du Languedoc sous l'Ancien-Régime. Maison natale du père Emmanuel d'Alzon. Siège de la société savante locale : l'Académie des Hauts Cantons.
- L'hôtel de Ginestous (XVIIe-XVIIIe siècle). Résidence du gouverneur du Vigan sous l'Ancien régime. Propriété de la Caisse d'Épargne.
- L'hôtel Esterházy (XVIIe-XVIIIe siècle).
- L'hôtel de Barral d'Arènes (XVIIe-XVIIIe siècle). Aujourd'hui, sous-préfecture du Vigan.
- L'hôtel de Bonald (XVIIIe siècle). Presbytère catholique depuis 1864.
- L'hôtel de Vissec, propriété des Montfaucon au XVIIe siècle, puis des La Tour du Pin au XVIIIe siècle.
- L'hôtel d'Assas du Mercou (XVIIe – XVIIIe siècle). Maison natale du célèbre Chevalier d'Assas. La demeure jouxte les anciennes casernes. L'ensemble est transformée en maison de repos gérée par les sœurs de la charité de Saint-Vincent-de-Paul au XIXe siècle[63].
- Le château d’Assas ancien hôtel de Faventines (XVIIIe siècle). Remarquable bâtiment de style Louis XV avec un grand parc. Actuellement médiathèque intercommunale. Classé Monument historique[64].
- Le château de Mareilles (XVIIIe siècle remanié en 1922)[65]. Propriété privée, ne se visite pas.
- Le château de Tessan (XVIIe et XVIIIe siècles). Propriété privée, ne se visite pas.
- Le pont-aqueduc de La Croix (XVIIIe siècle). Inscrit Monument historique.
- Le pont-aqueduc de La Valette (XVIIIe siècle). Au quartier des Arennes.

#### XIXesiècle

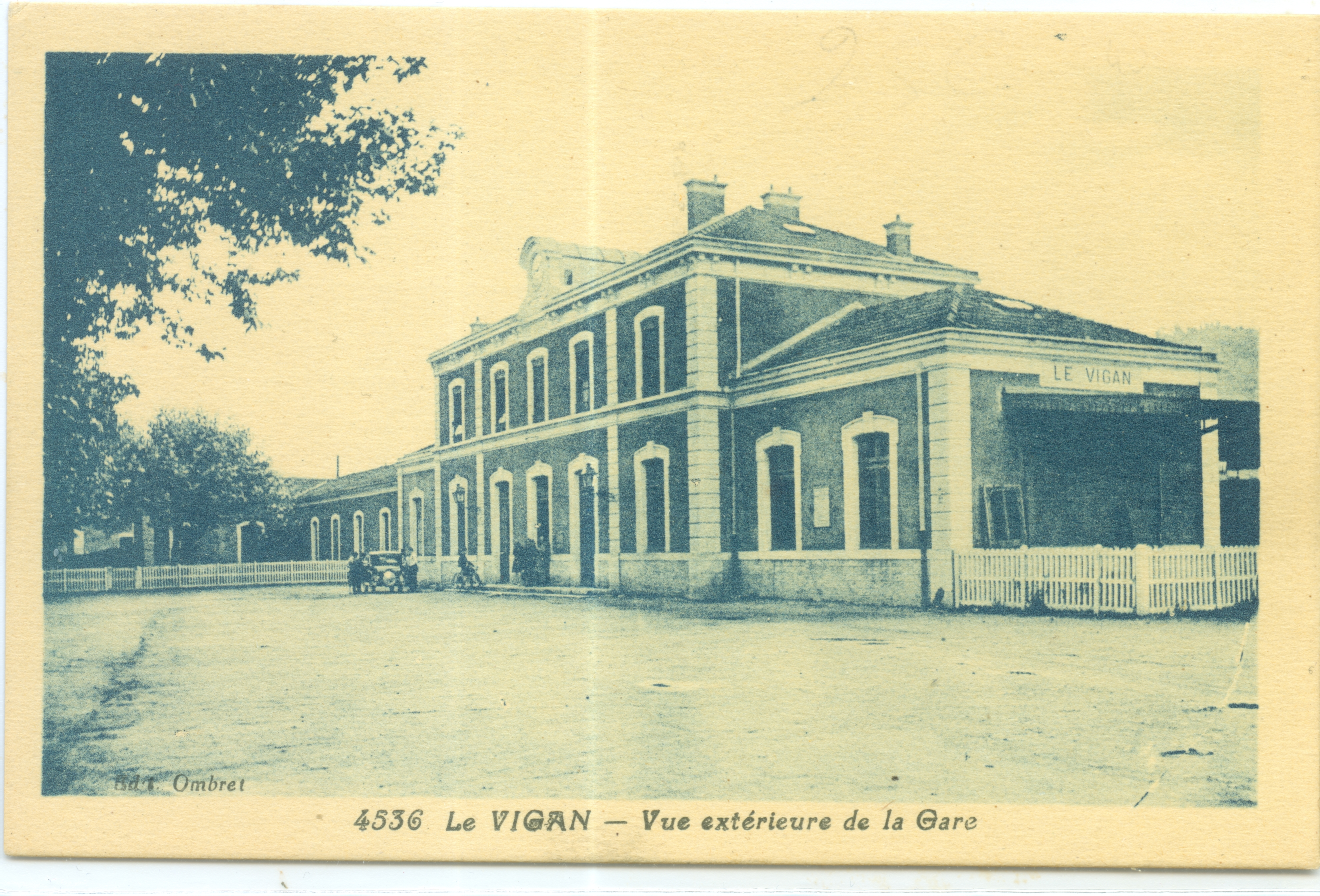
Le Vigan - Vue extérieure de la gare.

- La chapelle Saint-Alexis. Construite au début du XIXe siècle grâce aux libéralités du comte Alexis de Calvière. Édifice inscrit Monument historique[66]. Elle est insérée dans l'ancien hospice[67].
- L'hôtel de Ville. Bâtiment de style Charles X édifié en 1830.
- Les anciens abattoirs ont été construits en 1849. C'est devenu l'Ecole Intercommunale de Musique.
- La gare, construite par la compagnie PLM et mise en service en 1874.
- Les écoles publiques, édifiées en 1885.
- La salle Wesley, ancienne chapelle méthodiste, actuel lieu de culte de l'EPUdF.
- Temple de l'Église Réformée Évangélique[68], ancienne chapelle hinschiste.

#### XXesiècle
- Anciens bains-douches communaux. Étonnant bâtiment de style mauresque ou mozarabe à arcs outrepassés édifié en 1910.

#### Statues et monuments
- Statue du chevalier d'Assas, œuvre du sculpteur Jacques-Edouard Gatteaux, érigée en 1825[69].
- Statue du sergent Pierre Triaire[70].
- Statue de Coluche (dans les jardins de l'hôtel de Ginestous actuelle Caisse d'Épargne).
- Buste du Père d'Alzon (dans les jardins de l'hôtel de La Condamine, en face du Crédit Agricole).
- Monument aux morts des deux guerres mondiales, de la guerre d'Indochine et de la guerre d'Algérie, œuvre du sculpteur Galli, inauguré le 24 septembre 1922 par le président Gaston Doumergue, il compte 163 noms.
- Mémorial du Chef Marceau (chef du corps-franc du maquis Aigoual-Cévennes pendant la Seconde Guerre mondiale, tué le 10 août 1944).
- Tombeau du comte de La Rue de Mareilles (cimetière).

### Personnalités liées à la commune
- Abraham Peyrenc de Moras (1686-1732), financier, contrôleur des Finances de Louis XV.
- Antoine-François de Guichard de La Linière (1724-1808), homme politique né et décédé au Vigan, député de la sénéchaussée de Beaucaire.
- Le constituant Henri Quatrefages de La Roquette (1731-1824).
- François Louis Aguze (21 septembre 1754-entre 1786 et 1834) bailli de la ville du Vigan et avocat au parlement[71].
- Le chevalier d'Assas (1733-1760), officier du régiment d'Auvergne, héros français.
- Le général Louis Alexandre d'Albignac (1739-1825), officier dans les armées royales, maire du Vigan en 1790.
- Le comte Valentin Esterházy (1740-1805), colonel-propriétaire d'un régiment de hussards de son nom.
- François Dortet de Tessan (1760-1847), maire du Vigan, sous-préfet de Lodève, sous-préfet du Vigan.
- Le sergent Pierre Triaire (1771-1799).
- Alexandre Arman (1784-1856), sous-préfet du Vigan, écrivain.
- Louis-Jacques-Maurice de Bonald (1787-1870), homme d'église français, archevêque de Lyon de 1839 à 1870.
- Urbain Dortet de Tessan (1804-1879), ingénieur hydrographe.
- Le baron Roger Saubert de Larcy (1805-1882), homme politique, ministre et vice-président du sénat.
- Emmanuel-Marie-Joseph-Maurice Daudé d'Alzon (1810-1880), prêtre catholique français qui fut le fondateur et le premier supérieur général des Augustins de l’Assomption.
- Théophile Coupier de La Valette (1820-1872), médecin, haut fonctionnaire, sous-préfet du Vigan, préfet de la Lozère et des Pyrénées-Orientales.
- Adrian Peladan (1820-1...), poète et journaliste né au Vigan qui créa la France littéraire à Lyon qu'il dirigea de 1857 à 1867.
- Isidore Boiffils de Massanne (1824-1907), docteur en droit, écrivain, érudit et maire de Sumène.
- Jean-Charles Arnal du Curel (1858-1915), évêque de Monaco.
- Armand Clarou (1860-1927), homme politique, député du Gard.
- André Février (1885-1961), homme politique.
- Marguerite Creston née Fadat (1891-1983), juste parmi les nations.
- André Chamson (1900-1983), archiviste, romancier et essayiste français, élu membre de l'Académie française le 17 mai 1956.
- Odette Teissier du Cros (1906-1997), fondatrice et conservatrice du Musée Cévenol.
- Jacques Mirouze (1921-1991), professeur en médecine, doyen de la faculté de médecine de Montpellier, ayant reçu le Prix Claude Bernard en 1982.
- Edmond Reboul (1923-2010), médecin et écrivain.
- Pierre Codou (1927-1981), homme de radio française.
- Jean-Jacques Bourdin (né en 1949), journaliste français.
- Caroline Proust (née en 1967), actrice française.
- Jacques Gleyse (né en 1952), chercheur en sciences humaines et écrivain.
- Nicolas Cozza (né en 1999), footballeur professionnel.
- Whitney Marin (née en 1999), chanteuse, gagnante de la saison 8 de The Voice.

## Héraldique
|  | Les armes du Vigan se blasonnent ainsi : D'azur à deux lettre V capitales d'argent dont l'une est renversée et entrelacée avec l'autre, accompagnées de trois étoiles en chef et d'un croissant en pointe, le tout d'or. |